# Radkov, Svitavy
Radkov là một làng thuộc huyện Svitavy, vùng Pardubický, Cộng hòa Séc.